# Nyári közjáték
Az Nyári közjáték (eredeti cím: Sommarlek) egy 1951-ben bemutatott Ingmar Bergman által rendezett svéd filmdráma.

## Történet
A Marie (Maj-Britt Nilsson) egy késői húszas éveiben járó tehetséges, de egyben érzelmileg zárkózott balettáncosnő. A hattyúk tava nehézségekkel teli főpróbáján váratlanul valaki elküldi naplóját első szerelmének Henriknek (Birger Malmsten) – egy főiskolás fiúnak – , akit 13 évvel ezelőtt ismert meg, amikor egy nyári vakáción meglátogatta Erland bácsit és Elisabeth nénit. Visszaemlékszik a játékos és gondtalan kapcsolatukra.
Három nappal a nyár vége előtt, mielőtt Henrik visszaindult volna főiskolára és Marie a színházba, a fiú leesett egy szikláról, és belehalt sérüléseibe. Bácsikája, Erland – aki nem vér szerinti rokon, csak egykori jó barátja és csodálója édesanyjának, és most hasonlóan érez Marie iránt is – magához veszi télre, és hogy csökkentse az elvesztett szerelme iránti fájdalmát, megtanítja a lányt, hogyan nyomja el érzelmeit hatékonyan. Amikor később látogatást tesz Erland házában, rájön, hogy a férfi küldte el neki a naplót a színházba, ami azóta nála volt, mióta Henrik meghalt a kórházban. Sajnálkozását és undorát fejezi ki, hogy valaha is hagyta, hogy Erland megérinthesse, ami arra utal, hogy kapcsolat lehetett köztük Henrik halála után.
Az esti főpróba után beszél a balettmesterrel, aki ismeri belső gondolatait, majd utána aktuális szeretőjével Daviddal, egy újságíróval. Úgy dönt hagyja Davidnak elolvasni Henrik naplóját, hogy a férfi előtt feltáruljon múltja és megértse a zavaros érzéseit és hidegségét. Miután David elmegy, eltávolítja a sminkjét, és így visszakap valamit elvesztett ifjúságából és ártatlanságából, mosolyogva néz bele újra a tükörbe. Később látható Marie az első sikeres előadás alatt, ahol a színfalak mögött találkozik Daviddal, aki már ismeri a múltját. Boldogan megcsókolja a férfit, és visszatér a színpadra, hogy befejezze a balettet.

## Szereposztás
| Színész           | Karakter       |
| ----------------- | -------------- |
| Maj-Britt Nilsson | Marie          |
| Birger Malmsten   | Henrik         |
| Alf Kjellin       | David Nyström  |
| Stig Olin         | Balettmester   |
| Annalisa Ericson  | Kaj            |
| Mimi Pollak       | Calwagenné     |
| Georg Funkquist   | Erland bácsi   |
| Renée Björling    | Elisabeth néni |
| Gunnar Olsson     | Pap            |

## Stílusa
Több későbbi Bergmanra jellemző stílusjegy vagy téma is tettenérhető ebben a korai munkában: elégikus hangulatú nyár (Egy nyáréjszaka mosolya), idilli fiatalos romantika, majd később az ártatlanság elvesztése (Egy nyár Mónikával), Istenbe vetett hit elvesztése (Úrvacsora), Marie és Henrik együtt szamócáznak (A nap vége) vagy amikor Henrik haldokló nagynénje sakkozik a pappal, aki azért látogatja meg, hogy felkészítse a halálra, ez kimondotta a híres sakkmérkőzésre emlékeztet a A hetedik pecsétben a lovag és a Halál között.
Bergman 1971-ben a következőket mondta a filmről: "Technikailag mindig is ügyetlennek éreztem – bizonytalan stáb, kamerák, hangrögzítés – mindent. Néha a film sikeres volt, de soha nem azt kaptam, amit akartam. De a Nyári közjátékkal hirtelen rájöttem, hogy tudom a szakmám."
Egy kritikai tanulmányában később Bergman ezt írta a filmről: "Számomra a Nyári közjáték az egyik legfontosabb film. Bár egy kívülállónak borzasztóan ódivatúnak tűnhet, nekem mégsem az. Ez volt az első olyan film, melynél éreztem, hogy független vagyok, a saját stílusom szerint csinálhatom saját filmemet a sajátos megjelenítési módszeremmel, amit senki sem tudott majmolni. Ez nem olyan volt, mint egy másik film, ez az én munkám volt. Hirtelen rájöttem, hogy a megfelelő helyre tettem a kamerát a megfelelő eredményeket kapva ezzel, hogy minden összeadódjon. Érzelmi megközelítésből is szórakoztató volt a filmet csinálni."

## Kritikája
"Ingmar Bergman filmkészítési módszere csodálatos... Azok közé a kevesek közé tartozik a világon, aki már most felfedezte a film jövőbeli felépítést, és az eredmény forradalmi lehet." Stig Almqvist, Filmjournalen (1951)
"Öt vagy hat film van a mozik történetében, amelyről el lehet mondani: 'Ez a leggyönyörűbb film.' Mert ennél nagyobb dicséret nem lehet... imádom a Nyári közjátékot. Jean-Luc Godard, Cahiers du Cinéma (1958)
"Ez a film alapozta meg Ingmar Bergman nemzetközi hírnevét. Bár még mindig az ifjúkori szerelemmel foglalkozik – ami gyakori témája korai munkáinak – itt már drámai intenzitás és szerkezeti felépítés sokkal mélyebb, ami érettebb munkáira jellemző." Radio Times

## Fordítás
- Ez a szócikk részben vagy egészben  a   Summer Interlude című angol Wikipédia-szócikk fordításán alapul.  Az eredeti cikk szerkesztőit annak laptörténete sorolja fel. Ez a jelzés csupán a megfogalmazás eredetét és a szerzői jogokat jelzi, nem szolgál a cikkben szereplő információk forrásmegjelöléseként.